# Steenakkermolen
De Steenakkermolen is een houten windmolen in het gehucht Sint-Juliaan in Langemark-Poelkapelle. Hij dient tot het malen van graan.
Op de locatie werd reeds op het einde van de 14de eeuw een eerste Steenakkermolen gebouwd. In een document uit 1439 vindt men reeds terug: "In Langhemaerc,...oostwaerd vanden straetkine dat strect ten steen ackere meulne waerd.". In de Eerste Wereldoorlog, bij de Eerste Slag om Ieper in 1914, werd de molen, net als veel omliggende dorpen en gebouwen vernield. Wilhelm Schreinen beschreef in "Ter Tod von Ypern" de eerste gevechten rond de molen, waarbij deze in vlammen opging. De steenakkermolen kreeg hierdoor de bijnaam "de Dodenmolen". Ook tijdens de 2de slag om Ieper werd bij de ruïnes van de molen gevochten. Tijdens de 3de slag om Ieper komt de molen niet méer ter sprake.
Ook het dorpje Sint-Juliaan werd vernield; pas in 1920 keerden de eerste bewoners terug om het dorp her op te bouwen. Ter vervanging van de Steenakkermolen werd in 1923 de Kruisbergmolen uit Pittem overgebracht. Deze molen was in 1790 gebouwd. Na de Tweede Wereldoorlog verviel de molen geleidelijk door gebrekkig onderhoud. De molen bleef nog malen tot 1975, maar verviel daarna verder.
In 1978 werd de molen door de provincie West-Vlaanderen aangekocht, en in de jaren 80 werden enkele kleine tijdelijk herstellingen uitgevoerd. In 1992 werd de molen uiteindelijk grondig gerestaureerd, maar in 2014 werd hij opnieuw onderschoord, en werd een nieuwe restauratiebeurt opgestart. De centrale staak, die niet vervangen werd tijdens de restauratie van 1992, had het begeven.